# Graslandhuppelmuis
De graslandhuppelmuis (Zapus hudsonius) is een zoogdier uit de familie slingermuizen (Zapodidae). De wetenschappelijke naam van de soort werd in 1780 gepubliceerd door Eberhard August Wilhelm von Zimmermann.

## Voorkomen
De soort komt voor in Mexico en de Verenigde Staten.